# 배틀 패스
배틀 패스(battle pass)는 비디오 게임 산업에서 일반적으로 계층화된 시스템을 통해 게임에 대한 추가 콘텐츠를 제공하는 수익 창출 방식의 한 유형으로, 비디오 게임을 플레이하고 특정 도전을 완료하면 플레이어에게 게임 내 아이템을 보상으로 제공한다. 시즌 패스 발권 시스템에서 영감을 받아 2013년 도타 2에서 시작된 배틀 패스 모델은 2010년대 후반부터 가입비와 전리품 상자의 대안으로 더 많이 사용되었다. 배틀 패스는 모든 사용자가 사용할 수 있는 무료 패스와 강화된 아이템 및 장식을 대가로 연간 또는 계절 요금이 필요한 프리미엄 패스를 제공하는 경향이 있다.